# Záchranný oddíl
Záchranný oddíl nebo také Záchranná výprava (anglicky Rescue Party) je vědeckofantastická povídka britského spisovatele Arthura C. Clarka, která poprvé vyšla v květnu 1946 v americkém magazínu Astounding Science Fiction.
V angličtině vyšla také mj. ve sbírce Reach for Tomorrow.

Tato povídka stejně jako Clarkova další díla (namátkou romány Marťanské písky a Prelude to Space) ilustruje autorovu víru v lidské schopnosti.

## Postavy
- Alveron – kapitán mimozemské kosmické lodi Galaktický kontrolní koráb K 9000
- Rugon – zástupce kapitána Alverona
- Torkalee – velitel prvního průzkumného člunu
- Orostron – velitel druhého průzkumného člunu
- Hansur I a Hansur II – blíženci z planety Thargon
- Klarten – mnohochapadlový trojnohý tvor ze souhvězdí na okraji Mléčné dráhy
- T'Sinadree – příslušník jedné starobylé mimozemské rasy
- Alarkane – příslušník jedné z nejmladších vesmírných ras
- bytost ze soustavy Palador – sdílí s ostatními členy své rasy kolektivní vědomí

## Děj
Mimozemšťané různých ras, vládci vesmíru, kontrolují v galaxii Mléčná dráha jednou za milion let hvězdné systémy, aby odhalili vznik nových forem inteligentního života. Na planetě Kulath zachytí rádiové signály pocházející ze Sluneční soustavy vzdálené 200 světelných let, což zde indikuje novou civilizaci. Sluneční soustava byla kontrolována před 400 000 tisíci lety, kdy byla třetí planeta (Země) obydlena živými tvory na úrovni zvířat. Od té doby se zde vyvinul člověk. Mimozemšťané zjistí, že se Slunce zanedlouho promění v novu a zničí tak veškeré své planety. Okamžitě je vyslána záchranná výprava – kosmická loď Galaktický kontrolní koráb K 9000 pod velením kapitána Alverona, aby se pokusila evakuovat alespoň malou část populace lidí a zabránit tak kompletnímu vyhynutí.
Po příletu na Zemi vyjde najevo, že planeta je prázdná. Mimozemšťané si myslí, že se lidé mohli schovat pod povrch planety, což ale jejich určenému osudu nezabrání. Převládá zklamání nad ztrátou tak jedinečného druhu s rychlou evolucí. 
Během průzkumu mimozemšťané naleznou komunikační věž, která vysílá obraz do, jak se zdá, prázdného prostoru. Paprsek totiž není namířen k žádné jiné planetě Sluneční soustavy. K 9000 (i další lodě) cestují nadsvětelnou rychlostí, takže není problém sledovat dráhu paprsku. Na jeho konci čeká překvapení, obrovská flotila pozemských generačních lodí, která se vydala na cestu, aby lidstvo nalezlo nový domov.
Na konci příběhu se mimozemšťané zamýšlí nad povahou lidské civilizace a budoucností lidí s přihlédnutím k jejich rychlému pokroku a odvážným rozhodnutím. Co se stane, když se nyní lidstvo dozví o existenci jiných inteligentních bytostí? Poslední věta povídky naznačuje, že výsledek nebude ve prospěch mimozemských ras.

## Česká vydání
Česky vyšla povídka v následujících sbírkách nebo antologiích:
Pod názvem Záchranný oddíl:
- Oceánem hvězd (SNKLU 1962, překlad Miloslav Žilina)[3]
- Velmistři SF 2 (Baronet 2002)

Pod názvem Záchranná výprava:
- Hlídka (Knižní klub 1994)